# Jens Jørgen Hansen
Pour les articles homonymes, voir Hansen.
Jens Jørgen Hansen est un footballeur danois né à Struer le 4 janvier 1939 et mort le 2 janvier 2022. Il évoluait au poste de défenseur.

## Biographie

### En club
Il joue entre 1958 et 1971 dans le club d'Esbjerg fB, remportant quatre titres de champion et une Coupe du Danemark.
Avec cette équipe, il dispute 7 matchs en Coupe d'Europe des clubs champions.

### En équipe nationale
International danois, il reçoit 38 sélections en équipe du Danemark entre 1962 et 1970. 
Il joue son premier match en équipe nationale le 28 octobre 1962 contre la Suède et son dernier le 21 avril 1971 contre l'équipe de Suisse olympique. Il porte à 14 reprises le brassard de capitaine.
Il fait partie du groupe danois lors de l'Euro 1964. 

### Joueur
- 1958-1971 :  Esbjerg fB

### Entraîneur
- 1972 :  Esbjerg fB

## Palmarès
Avec Esbjerg :
- Champion du Danemark en 1961, 1962, 1963 et 1965
- Vainqueur de la Coupe du Danemark en 1964